# Nehmten
Nehmten est une commune allemande du Schleswig-Holstein, située dans l'arrondissement de Plön, étendue et peu peuplée, sur la rive sud-ouest du Großer Plöner See. Nehmten fait partie de l'Amt Großer Plöner See qui regroupe dix communes entourant le lac du même nom.